# Beierse Kreits

De Beierse Kreits rond 1555

De Beierse Kreits was een van de 10 kreitsen, waarin het Heilige Roomse Rijk was verdeeld.
Het voorzitterschap van de kreits werd afwisselend bekleed door de aartsbisschop van Salzburg en de hertog van Beieren.
Oorspronkelijk waren er meer gebieden beschreven, maar deze werden niet door het hertogdom Beieren erkend of verloren hun status. Het betreft het bisdom Chiemsee, de abdijen Waldsassen, Mönchroden, Kaisheim, Rott, Niederalteich, Benediktbeuern, Ebersberg, Steingaden en Tegernsee. Verder de heerlijkheden Altfraunhofen en Neufraunhofen. Chiemsee werd onderworpen aan Salzburg, Rott aan Beieren en Waldsassen aan Keur-Palts. Om Kaisheim werd een proces gevoerd tussen de Beierse en de Zwabische Kreits.
In 1543 erkende Beieren het lidmaatschap van Ortenburg, Ehrenfels, Wolfstein (Sulzbürg en Pyrbaum) en Degenberg. In 1559 erkende Beieren Hohenwaldeck als rijksstand en kreitsstand. De zetel van Degenberg verdween na het uitsterven van de heren in 1602. Later werden er voor gunstelingen nieuwe zetels gecreëerd: in 1639/49 Breitenegg voor Tilly en in 1642 Störnstein voor Lobkowitz. Na de afsplitsing van Palts-Sulzbach van Palts-Neuburg bestond er van 1697 tot 1742 een eigen zetel voor Palts-Sulzbach. Na de vereniging van de keurvorstendommen Palts en Beieren in 1777 waren uiteindelijk 8 van de 11 wereldlijke zetels in handen van Beieren. In de praktijk besliste toen Beieren en functioneerde er geen Kreitsdag meer.

## Samenstelling
Omstreeks 1795 behoorden de volgende gebieden tot de kreits (op rangorde geplaatst):

### Geestelijke vorstenbank
1. Het aartssticht (aartsbisdom) Salzburg
2. Het sticht (bisdom) Freising
3. Het sticht (bisdom) Regensburg
4. Het sticht (bisdom) Passau
5. De proosdij Berchtesgaden
6. De vorstelijke abdij Sankt Emmeram te Regensburg (geen reichsunmittelbar gebied)
7. De vorstelijke abdij Niedermünster in Regensburg (geen reichsunmittelbar gebied)
8. De vorstelijke abdij Obermünster te Regensburg (geen reichsunmittelbar gebied)

### Wereldlijke bank
1. Het hertogdom Beieren met de Opper-Palts (Opper-Palts tot 1623 Keur-Rijnse Kreits)
2. Het vorstendom Palts-Neuburg (1777 aan Beieren)
3. Het vorstendom Palts-Sulzbach (1697 tot 1742)
4. Het vorstelijk landgraafschap Leuchtenberg (1734 aan Beieren)
5. Het vorstelijk graafschap Störnstein (sinds 1642)
6. Het graafschap Haag (1567/9 aan Beieren)
7. Het graafschap Ortenburg
8. De heerlijkheid Ehrenfels (1777 aan Beieren)
9. De heerlijkheden Sulzbürg en Pyrbaum (1734 aan Beieren)
10. De heerlijkheid Hohenwaldeck (1734 aan Beieren)
11. De heerlijkheid Breitenegg (sinds 1639/49, 1792 aan Beieren)
12. De rijksstad Regensburg

Beierse Kreits · Bourgondische Kreits · Boven-Rijnse Kreits · Frankische Kreits · Keur-Rijnse Kreits · Nedersaksische Kreits · Oostenrijkse Kreits · Oppersaksische Kreits · Westfaalse Kreits · Zwabische Kreits